# Kloster Vallis angelica
Das Kloster Vallis angelica (Anielska dolina, „Engelstal“) war ein im Jahr 1743 gegründetes Zisterzienserinnenkloster im Gemeindeteil Kimbarowka. Dieser liegt 3 km nordwestlich der Stadt Masyr am Prypjat in der Homelskaja Woblasz in Belarus. Es lag in der Nähe des 1711 errichteten Zisterzienserpriorats Kloster Kimbarowka.

## Geschichte
Das Kloster wurde um 1743 von Fürst Benedykt Różański gestiftet. Es wurde im Jahr 1883 aufgehoben und im Jahr 1888 gingen die Gebäude an die russisch-orthodoxe Kirche über. Die dem Erzengel Michael geweihte Kirche wurde in den Jahren 1893 bis 1894 zur orthodoxen Kirche umgebaut. In den 1930er Jahren wurde die Kirche geschlossen und in den Klostergebäuden wurde eine Brauerei eingerichtet. 

## Anlage und Bauten
Erhalten sind ein zweigeschossiger Flügel und die Ziegelmauer. In der Anlage ist eine Musikschule untergebracht.